# Рамсарские угодья Уэльса
Рамсарские угодья Уэльса — водно-болотные угодья международного значения на территории Уэльса, находящиеся под охраной Рамсарской конвенции. На 2017 год на территории Уэльса полностью или частично расположено 10 Рамсарских угодий совокупной площадью 520,36 км².
| Название                                                  | Расположение                                         | Площадь (км²) | Дата создания    | Описание | Изображение |
| --------------------------------------------------------- | ---------------------------------------------------- | ------------- | ---------------- | --- | ----------- |
| Барри-Инлет (англ. Burry Inlet)                           | Кармартеншир 51°39′ с. ш. 4°11′ з. д.                | 66,72         | 14 июля 1992     | |             |
| Корс-Карон (валл. Cors Caron)                             | Кередигион 52°16′ с. ш. 3°55′ з. д.                  | 8,74          | 28 сентября 1992 | Верховое болото, среди прочего служит местом обитания таких видов как выдра и красный коршун.                                          |             |
| Корс-Вохно и Диви                                         | Кередигион 52°32′ с. ш. 4°00′ з. д.                  | 25,08         | 5 января 1976    | |             |
| Корсид-Мон-а-Ллин (валл. Corsydd Môn a Llyn)              | 53°19′ с. ш. 4°18′ з. д.                             | 6,26          | 2 февраля 1998   | Низинные болота острова Англси и полуострова Ллин                                                                                      |             |
| Кримлин-Бог                                               | Суонси 51°38′ с. ш. 3°53′ з. д.                      | 2,68          | 8 июня 1993      | Важное место обитания многих видов птиц                                                                                                |             |
| Эстуарий Ди (англ. The Dee Estuary)                       | Флинтшир и п-ов Вирел 53°18′08″ с. ш. 3°12′56″ з. д. | 143,02        | 17 июля 1985     | |             |
| Ллин-Идвал (валл. Llyn Idwal)                             | Гуинет 53°07′ с. ш. 4°01′ з. д.                      | 0,14          | 7 ноября 1991    | |             |
| Ллин-Тегид (валл. Llyn Tegid)                             | Гуинет 52°53′ с. ш. 3°37′ з. д.                      | 4,82          | 7 ноября 1991    | Крупнейший естественный водоём Уэльса, служит местом обитания эндемичного сига Coregonus pennantii и редкого моллюска Myxas glutinosa. |             |
| Озёра и мшаники Мидленда (англ. Midland Meres and Mosses) | 52°55′ с. ш. 2°46′ з. д.                             | 15,88         | 2 февраля 1997   | |             |
| Эстуарий Северна (англ. Severn Estuary)                   | Глостершир 51°36′ с. ш. 2°40′ з. д.                  | 247,01        | 5 января 1976    | |             |